# Maradhoo (Seenu-atol)
Maradhoo is een van de bewoonde eilanden van het Seenu-atol behorende tot de Maldiven.

## Demografie
Maradhoo telt (stand september 2006) 1656 vrouwen en 1662 mannen.